# Труа, Жан-Франсуа де
Жан-Франсуа́ де Труа́, Жан-Батист-Франсуа де Труа (фр. Jean-François de Troy, Jean-Baptiste-François de Troy; 27 января 1679, Париж, Королевство Франция — 26 января 1752, Рим, Папская область) — французский живописец, сын и ученик Франсуа де Труа. Рисовальщик-орнаменталист и мастер картонов для шпалер. Oдин из наиболее одарённых и разноплановых художников раннего рококо. Академик и профессор Королевской Академии живописи и скульптуры в Париже, с 1738 года директор Французской академии в Риме. Портреты работы художника имели огромный успех, их называли «картинами моды» (tableaux de modes).

## Жизнь и творчество
Жан-Франсуа де Труа — сын и ученик живописца-портретиста Франсуа де Труа (1645—1730). В двадцать лет он участвовал в конкурсе на Римскую премию и, не удостоившись её, отправился в 1699—1706 годах за отцовский счёт в Италию, где в течение четырёх лет получал королевскую стипендию. 
По возвращении в Париж 28 июля 1708 года за картину «Ниобиды» Жан-Франсуа де Труа был принят в Королевскую академию живописи и скульптуры и принёс присягу перед отцом, бывшим в то время директором Академии. 24 июля 1716 года он был назначен ассистентом, 30 декабря 1730 года — профессором. В 1738 году стал директором Французской академии в Риме.
Между 1724 и 1737 годами Жан-Франсуа де Труа работал в Версальском дворце и дворце Фонтенбло. По заказам короля Людовика XIV создавал картоны для Мануфактуры Гобеленов в Париже (серии «История Эстер», «История Ясона»). На большом конкурсе 1727 года, организованном герцогом де Антеном, директором по строительству, совместно с Франсуа Лемуаном, он получил первую премию за картину «Отдых Дианы» (Музей изящных искусств Нанси).
В 1732 году Жан-Франсуа женился на Мари-Анн ле Труи-Деланд (?—1742), дочери Франсуа ле Труи-Деланда, которая принесла ему значительное приданое. В этом браке у него было семеро детей, но они все умерли раньше него. Король Людовик XV присвоил художнику звание кавалера Ордена Святого Михаила. 
В 1743 году Жан-Франсуа де Труа был избран принцепсом (главой) Академии Святого Луки в Риме. 
В индивидуальном стиле художника переплелись черты римского академизма и французского рококо. За беглую манеру письма и лёгкую эротичную манеру Труа Младшего окрестили «французским Йордансом». Его картины, выполненные в Италии, предназначались для украшения будуаров Версаля и Парижа. Сам художник славился в Риме весёлым, разгульным образом жизни, под стать героям своих картин. Несколько поверхностную живопись Труа Младшего сравнивают также с произведениями Антуана Куапеля.
Жан-Франсуа де Труа скончался в Риме 26 января 1752 года.

## Галерея
- Aдам и Ева. 1718. Холст, масло. Художественный музей, Даллас, Техас, США
- Aллегория поэзии. 1733. Холст, масло. Художественный музей, Портланд, Орегон, США
- Время, раскрывающее Истину. 1733. Холст, масло. Национальная галерея, Лондон
- Подвязка. 1724. Холст, масло. Метрополитен-музей, Нью-Йорк
- Признание в любви. 1731. Холст, масло. Шарлоттенбург, Берлин
- Читающая женщина. 1723. Холст, масло. Берлинская картинная галерея
- Спящая. Между 1725 и 1730. Холст, масло. Музей изящных искусств, Ним
- Обед с устрицами. 1734.